# Eduardo Zumpano
Eduardo Zumpano (Spezzano Piccolo, 12 maggio 1898 – 19 gennaio 1954) è stato un politico italiano.

## Biografia
Figlio di Concetta De Marco e Salvatore Zumpano, industriale operativo nell’estrazione della pietra calcare. Si interessò fin da giovane di politica, proveniente da una famiglia dalla cultura liberale e democratica. Prese parte alla prima guerra mondiale arruolandosi nel 41º Reggimento Genio Telegrafisti di stanza ad Abbazia-Fiume. A causa di un'insufficienza mitralica e malaria cronica venne riformato. Rientrò a Spezzano Piccolo dove sposò la nobildonna Caterina Italia Celestino Santoro. Dal matrimonio nacquero quattro figli (Salvatore, Concetta, Giuseppe, Libero Vladimiro Lenin); di questi il primo figlio, Salvatore, fu fidanzato della futura Sindaca di Pedace Rita Pisano, ma trovò prematuramente la morte nel 1958. Dopo la prima guerra mondiale aderì al partito socialista, in particolare alla frazione astensionista bordighiana. Prese le redini della ditta di famiglia “Zumpano&Falcone, calce e cemento” estendendo la gestione a nuovi soci e ampliandone gli impianti. Grazie alla sua attività d'impresa entrò in contatto con la famiglia Rodotà. 
Prese parte al XVII Congresso del partito socialista del 1921, noto come il Congresso di Livorno, aderendo alla frazione comunista mediante il sostegno alla mozione di Bordiga per la fondazione del partito Comunista.

## La propaganda anti-fascista
Intensificò il lavoro di propaganda comunista nella provincia di Cosenza e di Catanzaro, come testimonia Nino De Andreis, che definendolo “Uomo di platino”, lo descrive con queste parole: «Comunista da prima degli eventi di Livorno del 21 Gennaio 1921. Instancabile pellegrino nei villaggi più remoti e di difficile raggiungere della provincia di Cosenza, con qualche sortita a Catanzaro, a portare la seminagione del verbo della sua illuminante fede che significava avvenire di giustizia sociale e di migliore esistenza per il lavoratore.» Dal 1925, dopo lo scioglimento dei partiti, finse di appartarsi dall’attività politica. In realtà fondava in vari centri, insieme a Ferraro, Prato e Gullo, gruppi di amici de “l’Unità” con regolare tesserino.

## Il soccorso rosso
Dal 1926-27, dopo l’arresto e conseguente confino politico di Gullo, Martire, Prato e La Camera, iniziò ad occuparsi con particolare dedizione al “Soccorso Rosso Internazionale”. Nel 1928 estese il lavoro del “Soccorso” su tutto la provincia grazie all’aiuto di Aladino Burza e Salvatore Martire. Nello stesso anno inviò Cesare Curcio e Salvatore Martire a Napoli per prendere contatti con il comitato centrale del Partito Comunista per legare la nuova organizzazione clandestina cosentina. Nel 1929 si costituì un comitato provinciale composto da: Aladino Burza, Fortunato La Camera, intanto tornato dal confino, ed Eduardo Zumpano. Come ci riferisce il fascicolo del Casellario Giudiziario, «propagandò le sue idee tra i giovani, che accoglieva in casa sua con il pretesto di istruirli letterariamente», cioè aveva trasformato casa sua in una “scuola di partito”. A Spezzano Sila, Eduardo Zumpano «nella sua di abitazione riceveva giovani inesperti, e col pretesto di integrare la loro istruzione elementare li iniziava alla teorie del comunismo“. In soffitta custodiva un tesoro di libri e giornali con l’intera collezione de L'Ordine Nuovo e Il capitale e il Compendio del capitale di Carlo Cafiero.

## La retata fascista
Nel febbraio 1932 svolse propaganda comunista a Cosenza e nei Casali (Pedace, Serra Pedace, Spezzano Piccolo, Casole Bruzio, Trenta, Spezzano della Sila, Rovito, Celico, ecc.). Insieme ad Aladino Burza e Cesare Curcio tentò la ricostituzione del partito comunista nella provincia di Cosenza mediante attività di propaganda e la costituzione di nuove cellule. L'11 maggio 1932, a Spezzano Piccolo, sui muri, comparvero le scritte: «Viva la Russia bolscevica, viva il comunismo, viva Lenin. comunisti unitevi» e diversi simboli comunisti di colore rosso tracciati con pennello e stampiglie. L’attività clandestina proseguì indisturbata fino all’11 maggio 1932, quando l’arma dei Carabinieri arrestò tutto il gruppo dei comunisti. Per l'episodio furono arrestati Antonio Scervino, Michele Grandinetti e Salvatore Mollo. Il loro arresto permise alle autorità la scoperta di cellule comuniste, che includevano anche molte donne, già attive a Spezzano della Sila e Pedace, mentre altre erano in via di costituzione a Cosenza e Rogliano. Furono trecento persone circa ad essere tratte nelle “patrie galere”. Burza, Curcio, Sicoli e Zumpano dirigevano i compagni e curavano gli aspetti organizzativi. Nelle loro abitazioni furono sequestrati bandiere rosse, stampe, timbri di gomma, opuscoli di propaganda comunista e cedole di sottoscrizioni a favore di prigionieri proletari..

## Le torture e il confino
Per 20 giorni venne sottoposto ad atroci torture insieme ad Aladino Burza, Gennaro Sarcone, Antonio Sicoli, Cesare Curcio e altri. Con ordinanza del 20 luglio 1932 la Commissione provinciale di Cosenza assegnò Zumpano al confino per cinque anni, Aladino Burza e Antonio Sicoli per tre anni, Cesare Curcio per due anni. Nel 1935, commutata la pena in “ammonizione politica”, riprese i contatti con i vecchi compagni, riorganizzò un nuovo comitato provinciale del partito assieme a Carlo Aloi, inviato dal comitato centrale del Partito Comunista da Parigi, Manlio Dimizio, Edoardo Tomasini, Nino Malara. Organizzò una campagna di propaganda contro la guerra in Etiopia tra i soldati del 16º Reggimento di Fanteria, si mosse per organizzare settecento contadini per ottenere le terre in Sila e reclutò duecento giovani per le «Brigate Internazionali» per la guerra civile in Spagna. Notizie di questa attività di propaganda clandestina furono annunciate anche da Radio Mosca. Le parole pronunciate da Mussolini a Cosenza «la bandiera falce e martello è stata sotterrata in Spagna», si riferivano proprio a Eduardo Zumpano e a tutto il gruppo comunista.
Dal 1933 al 1941 fu arrestato più volte e subì centinaia di perquisizioni.

## Pietro Ingrao
Nel 1942 organizzò il sabotaggio della produzione del legname in Sila per esigenze di Guerra e l’anno successivo diede ospitalità a Pietro Ingrao nella sua casa di Spezzano della Sila. Quest'ultimo proveniva da Camigliatello Silano. Si era rifugiato in una casa di parenti di Ciccio Andretti che non era considerata più sicura.. Ingrao era ospitato sotto copertura con il nome di Sandro. Qui, Pietro Ingrao poté arricchirsi politicamente leggendo tutto ciò che d’interessante la biblioteca di casa Zumpano metteva a disposizione, ma soprattutto attinse da una fornita emeroteca che raccoglieva intere collezioni di riviste e giornali di orientamento marxista. Di tale esperienza Ingrao racconta nel volume «Volevo la Luna». Scrive Ingrao: «Presto scoprii che quella casa aveva un'altra qualità: e fu un grande regalo. Nella soffitta aveva un tesoro di carte: le collezioni dell’Ordine Nuovo, dell’Unità e dell’Avanti, e poi libri e riviste dei primi anni venti.»

## Carriera istituzionale
Dopo il 25 luglio fu eletto Sindaco per acclamazione di Spezzano Piccolo e, in seguito a un comizio, fu arrestato per essere consegnato ai tedeschi, ma i bombardamenti gli consentirono di evadere. Fu membro del Comitato di Liberazione Nazionale. Nel 1943 inizia a rappresentare il partito comunista al CLN di Cosenza che tra i suoi componenti include anche Fausto Gullo. Il 17 novembre 1943, mentre era deputato al CNL, fu nominato commissario prefettizio. Negli anni che vanno dal 1946 al 1949 si occupò, per conto del partito, delle cooperative che in quegli anni presero vita. Stanco e malato, per via della malaria che si era acuita e alla quale si era aggiunta una broncopolmonite, oltre allo scompenso cardiaco, fu interpellato per una candidatura al Parlamento, che rifiutò indicando come candidato migliore il giovane Cesare Curcio. Fu membro del comitato federale del partito a Cosenza nella qualità di responsabile della commissione amministrativa fino alla morte, che sopraggiunse nel 1954.